# Dźajadewa

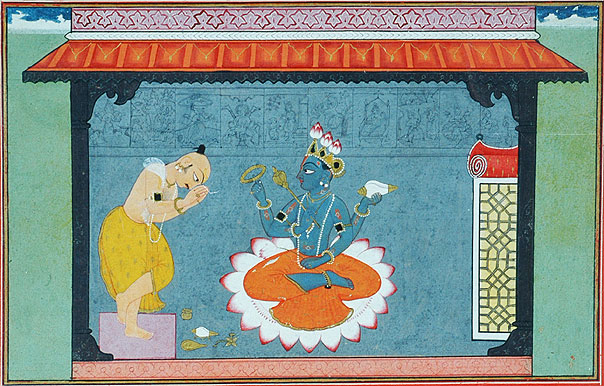
Dźajadewa oddający cześć Wisznu, 1730

Dźajadewa (orija ଜୟେଦବ) – indyjski poeta sanskrycki. Autor poematu Gitagowinda, którego głównym wątkiem jest historia uczucia Kryszny i pasterki Radhy.
Zachowało się niewiele informacji o życiu Dźajadewy. Informacje o swoim pochodzeniu i rodzinie autor zamieścił w tekście Gitagowindy. Obszerniejsze informacje na temat Dźajadewy pochodzą z przekazów legendarnych i często mało wiarygodnych danych podanych przez komentatorów. 
W Gitagowindzie Dźajadewa podaje imiona swoich rodziców - Bhodźadewa i Ramadewi, a także żony - Padmawati. Wyznawcy sekty sahadźija na podstawie użytego w jednej ze strof poematu imienia przypisują mu także kochankę Rohini. Przyjmuje się jednak, że była to jedynie forma imienia Padmawati.
Dźajadewa podaje także w Gitagowindzie nazwę rodzinnej wsi, Kendubilwa. Lokalizacja Kendubilwy jest nieznana, umieszcza się ją w Orissie, Bengalu lub Biharze, jednak istnieją też hipotezy lokalizujące ją w południowych Indiach. Najczęściej przyjmowana jest hipoteza identyfikująca Kendubilwę z Kenduli Sasan w Orissie lub Kenduli w Bengalu, do którego co roku przybywają pielgrzymi by oddać cześć Dźajadewie.
Późniejsze źródła przedstawiały Dźajadewę jako ideał wyznawcy Wisznu, a nawet wcielenie Wjasy, podając liczne fantastyczne historie związane z życiem jego i Padmawati.
Czas życia Dźajadewy jest nieznany. Na podstawie przekazów wiążących Dźajadewę ze świątynią Dźagannatha w Puri przyjmuje się, że żył on w XII wieku, wtedy bowiem uzyskała ona swój ostateczny kształt.